# 丰盛港
丰盛港，是马来西亚柔佛州丰盛港縣的城鎮及县府。丰盛港是柔佛州東半部僅有的兩個主要城鎮之一（另一個是哥打丁宜），位於連接柔佛與彭亨州東海岸（包括彭亨州首府關丹）的主要幹道。此外，城鎮面向南中国海，亦是前往附近離岸島嶼，如彭亨州的刁曼島，以及位於蘇丹依斯干達海洋公園的拉哇島的渡輪出發點。
截至2010年，丰盛港人口約為70,894人。

## 歷史
豐盛港的馬來語名為「Mersing」，其地名由來有多種說法：一說源自於一位名叫「阿米星」（Amir Singh）的錫克人，他因私自帶走彭亨蘇丹的妃妾，觸怒了蘇丹，為了躲避追殺而逃亡至此處。後人將他的名字作為地名，之後「Amir Singh」再轉變成「Mersing」。另一說源自於柔佛歷史學家沙哈侖胡先（Shaharom Hussain）於1992年的考證，他認為是因為以前這個地方佈滿了一種名叫「竹節樹」（學名：Carallia brachiata）的植物，馬來語稱作pokok mersinga，當地人以樹為地名，久而久之就演變成了「Mersing」。
至於「豐盛港」的中文名則來自於港腳名。19世紀時，柔佛統治者天猛公依布拉欣與蘇丹阿布峇卡父子为了吸引更多华人前来垦荒，便大力推行港主制度，在柔佛境內各河流的支流處設立港區，頒發「港契」（surat sungai）給申請港區的華人，並給予港主特定的權力。當年豐盛港的港主為廣府人黃亞福。
有觀點因此認為「Mersing」一名其實是來自於豐盛港縣內另一港腳「茂盛港」（粵拼：Mau6 sing6 gong2，閩南語白話字：Bō͘-sēng-káng）的方言音轉。茂盛港港主同為廣府人，但名姓已失載，港址在港腳烏魯（Kangkar Ulu）。據豐盛港耆老陳暉生所言，豐盛港最早的開拓就是始於茂盛港，其位於豐盛港對面海（Mersing Kanan）西面的地方，周围大约有數百依格，距離豐盛港河兩、三英里之外。

## 設施

### 购物
- Giant
- Kini - 巴士车站附近
- Tunas Manja（青苗） - Taman Wawasan
- Pusat Perdadangan Sri Mersing 海景商业中心，丰盛港交通圈转兴楼方向直走，距离市区不到1公里。

### 飲食
- 乐天园酒家
- 我来也夜市煮炒
- Satey Teluk Iskandar夜市
- Nasi Dagang早市
- KFC

## 交通
- 駕車駛經3号公路從新山（新山- 哥打丁宜 - 三板头 - 丰盛港）或关丹（关丹 - 北根 - 云冰 - 兴楼 - 丰盛港）到達
- 駕車駛經隆芙大道（吉隆坡 - Ayer Hitam Toll - 居銮(50号公路) - 加亨Kahang - Felda Nitar - 丰盛港）到達

### 巴士
- Transnasional：從关丹、瓜拉登嘉楼、哥打巴鲁、新山、新加坡、吉隆坡到達[7]

- Causeway Link：ME001,ME002,ME003,ME004號巴士[8]

- S&S：從居銮、麻坡、马六甲到達[9]

- Utama Ekspres：從关丹、瓜拉登嘉楼、哥打巴鲁、Pengkalan Kubor到達[10]

- Cepat Ekspres：從昔加末、吉隆坡、安顺、红土坎、北马到達[11]

- Mersing Omnibus 丰盛港巴士公司：100，103，105號巴士[12]

## 金融
- Maybank
- CIMB
- Public Bank
- Bank Islam
- Bank Simpanan Nasional
- Agro Bank

## 政府部門
豐盛港縣議會  是豐盛港縣（包括豐盛港鎮）的地方政府，於1977年5月26日由“豐盛港鎮議會”和Jemaluang、Kampung Hubong 、Kampung Pengkalan Batu、Kampung Sri Pantai 和Mersing Kecil的地方議會合併而成。